# Kaarst
Kaarst är en stad i den tyska delstaten Nordrhein-Westfalen, och är belägen strax väster om Düsseldorfs grannstad Neuss. Staden har cirka 44 000 invånare, på en yta av 37 kvadratkilometer, och ingår i storstadsområdet Rheinschiene.